# Fenerbahçe SK (football)
 (juin 2017).
Si vous disposez d'ouvrages ou d'articles de référence ou si vous connaissez des sites web de qualité traitant du thème abordé ici, merci de compléter l'article en donnant les références utiles à sa vérifiabilité et en les liant à la section « Notes et références ».
Maillots
Actualités
Le club de football Fenerbahçe SK est la section principale du club omnisports du Fenerbahçe Spor Kulübü. Fondé en 1907 et basé à Istanbul, ses couleurs sont le jaune et le bleu marine.
Son symbole est le canari et son surnom Kanaryalar. Le club joue ses matchs de football à domicile au stade Şükrü Saracoğlu. Le club est connu en Turquie comme étant celui qui possède le plus de campements d'entraînement au sein du pays. Il s'entraîne dans le camp d'entraînement Can Bartu.
19 titres de champion lui ont été décernés depuis la création de la Ligue turque (1959). Vainqueur à sept reprises de la Coupe de Turquie et neuf fois de la Supercoupe de Turquie, le club a notamment brillé sur la scène internationale avec un quart de finale de la Ligue des champions de l'UEFA contre Chelsea en 2008 et une demi-finale de la Ligue Europa de l'UEFA contre Benfica en 2013.
Le club a connu plusieurs légendes telles que Lefter Küçükandonyadis, Can Bartu, Aykut Kocaman, Alex de Souza, Roberto Carlos.
La rivalité historique entre les deux équipes stambouliotes de Galatasaray et Fenerbahçe fait du derby entre ces deux clubs l'un des plus tendus au monde.

## Repères historiques
C’est à Kadıköy, à la fin du XIXe siècle, que les Turcs jouent pour la première fois au football. Et c'est sur un terrain du quartier que débute l'histoire de Fenerbahçe, à l'emplacement de l'actuel stade.
Bien que beaucoup de personnes pensent que le club a vu le jour après les deux autres grands club d'Istanbul (le Beşiktaş en 1903 et le Galatasaray en 1905), le club est en réalité le plus vieux des deux mais aussi de tous les actuels clubs turcs.
Tout débute en 1899 où le club joue sous le nom de Siyah Çoraplılar qui signifie « Ceux en chaussettes noires » du fait que leurs chaussettes blanches devenaient noires au fil des matchs qui se jouaient à l'époque dans de la boue mais aussi à cause des lavages peu fréquents et efficaces.
En 1902, le club est renommé l'Union Club. Il change de nouveau de nom lors de sa création officielle en 1907, date à laquelle il acquiert définitivement le nom de Fenerbahçe Spor Kulübü.
La popularité du jeu est telle que le gouvernement doit bientôt céder et autoriser la construction en 1908 d'un petit stade pour cette équipe, sur le terrain historique de Kadıköy, littéralement « le village du juge ». Le premier emblème du club est le phare qui est situé à Kadiköy sur le cap de Fenerbahçe. Initialement associé au blanc et au jaune, en référence aux jonquilles qui ornent les maillots, le club adopte en 1910 ses couleurs actuelles, le jaune et le marine, qui sont à l’origine de surnom « les Canaris jaunes », en turc Sari kanaryalar, attribué aux joueurs.
Le stade Fenerbahçe a été réaménagé en 1929 pour atteindre une capacité de 3 500 spectateurs et en 1949 pour accueillir 25 000 spectateurs. Le stade fut détruit en 1965 et reconstruit en 1983, avec une capacité de 32 000 spectateurs. Avec les dernières rénovations (2000-2003) il peut accueillir 50 500 supporters. Le stade prit alors le nom de Şükrü Saracoğlu, ancien président du club et ancien Premier ministre de la Turquie.
À l'issue de la saison 2010-2011, qui voit le club remporter son 18e titre de champion de Turquie, le Fenerbahçe est au cœur d'un scandale de matchs truqués,.
Le 3 juillet 2011, le président du club, Aziz Yıldırım, est placé en garde à vue avant d'être placé en détention provisoire le 10 juillet. Le 24 août, à la suite de la demande de l'UEFA, la fédération turque de football décide d'exclure Fenerbahçe de la Ligue des champions 2011-2012. Le lendemain, le club fait appel de cette décision, mais voit son appel rejeté. Le club est sanctionné de façon arbitraire à plusieurs reprises pour corruptions et matchs truqués.
Dans la soirée du 4 avril 2015, le bus des joueurs a été pris pour cible, des balles ont été tirées visant les joueurs après une victoire 5 à 1 contre Çaykur Rizespor, seul le chauffeur a été blessé. Le 9 octobre 2015, le club et ses dirigeants sont acquittés par la Haute Cour pénale d'Istanbul de toutes les accusations de corruption portées depuis le 3 juillet 2011.

## Identité du club

### Emblème
L'emblème de Fenerbahçe fut dessiné par Topuz Hikmet, joueur ailier gauche dans l'équipe de 1910 et réalisé par Tevfik Haccar (Taşcı) à Londres. L'écusson est composé de 5 couleurs, avec le blanc, comportant l'inscription Fenerbahçe Spor Kulübü 1907 qui représente la pureté et le courage. Le rouge fait référence au drapeau turc ainsi qu'à l'attachement et l'amour envers le club. Le jaune symbolise l'admiration et la fierté du club.

### Supporters
Le Fenerbahçe compte un grand nombre de supporters, et est, comme dit plus bas, à la base de l'économie du club turc.

#### Jeunes Fenerbahçe
(GFB) est le plus gros groupe de supporters de Fenerbahçe. Ce groupe de supporters se divise en 6 petits groupes. Il a été créé en 2000 et a pris les initiales de GFB. Les différentes branches du GFB sont le GFB Europe (branche réunissant les supporters du club à travers l'Europe), le Lycée SIK (créé en 2002 par les lycéens turcs), l'Uni GFB (créé en 2001 par les universitaires de la capitale), les GFB’s Angels (groupe réunissant les femmes supportrices) et enfin les Devil’s of GFB (créé en 2004). Le GFB se réunit dans la tribune Okul acik au stade Şükrü Saracoğlu.

#### Kill 4 You
Le KFY est créé en 1996 et se réunit dans la tribune Maraton au stade Şükrü Saraçoğlu.

#### UniFeb
Le groupe UniFeb fut créé en 2002 par les universitaires Turcs d'Istanbul (à l'instar de l'Uni GFB) et se réunit dans la tribune Telsim.

#### Antu/Fenerlist
Groupe, ou plutôt fanclub basé sur internet, l'Antu/Fenerlist est créé par Metin Şen et Adnan Şen, les fils d'Ali Sen. Avec la présence de fans dans 33 pays, il regroupe environ 25 personnes. Les régionaux se regroupent dans la tribune Telsim au Şükrü Saraçoğlu.

#### Vamos bien
Groupe de jeunes supporters créant les chants. Ils se regroupent dans la tribune Telsim au Şükrü Saraçoğlu.

#### Grup cefakar kanaryalar
Groupe ultras fondé en 1999 connu pour leur hostilité envers les visiteurs. Ils se regroupent dans la tribune Telsim au Şükrü Saraçoğlu. 

### Fenerium
Créé en 2000 par le club, le Fenerium possède en 2009 plus de 1 400 m2 de points de vente dans le monde, sur 64 magasin (14 à Istanbul). Le siège de Fenerium se trouve dans le Stade Şükrü Saraçoğlu.

### Rivalités
Les principaux rivaux du club sont les deux autres clubs majeurs d'Istanbul: Galatasaray et Beşiktaş.
La confrontation avec Galatasaray est appelée le « derby intercontinental » et oppose les deux principaux palmarès du pays mais les confrontations avec Beşiktaş sont également très intenses.

## Palmarès et statistiques

### Palmarès
| Compétitions nationales | Compétitions internationales |
| - Championnat de Turquie (19) - Champion : 1959, 1961, 1964, 1965, 1968, 1970, 1974, 1975, 1978, 1983, 1985, 1989, 1996, 2001, 2004, 2005, 2007, 2011, 2014 - Vice-champion : 1960, 1962, 1967, 1971, 1973, 1976, 1977, 1980, 1984, 1990, 1992, 1994, 1998, 2002, 2006, 2008, 2010, 2012, 2013, 2015, 2016, 2018, 2022, 2023, 2024, 2025 - Coupe de Turquie (7) - Vainqueur : 1968, 1974, 1979, 1983, 2012, 2013, 2023 - Finaliste : 1963, 1965, 1989, 1996, 2001, 2005, 2006, 2009, 2010, 2016, 2018 - Supercoupe de Turquie (9) - Vainqueur : 1968, 1973, 1975, 1984, 1985, 1990, 2007, 2009, 2014 - Finaliste : 1970, 1974, 1978, 1979, 1983, 1989, 1996, 2012, 2013, 2023 | - Ligue des champions (C1) - Meilleure performance : Quart de finaliste (1) - 2008 - Coupe des vainqueurs de coupes (C2) - Meilleure performance : Quart de finaliste (1) - 1964 - Ligue Europa (C3) - Meilleure performance : Demi-finaliste (1) - 2013 - Ligue Europa Conférence (C4) - Meilleure performance : Quart de finaliste (1) - 2024 |
| Compétitions nationales disparues | Tournois saisonniers |
| - Coupe des Balkans (1) - Vainqueur : 1967 - Coupe d'Atatürk (2) - Vainqueur : 1964, 1998 - Coupe du Premier ministre (8) - Vainqueur : 1945, 1946, 1950, 1973, 1980, 1988, 1992, 1998 - Ligue de football d'Istanbul (7) - Vainqueur : 1912, 1914, 1915, 1921, 1923, 1930, 1933 - Coupe du TSYD (12) - Vainqueur : 1969, 1973, 1975, 1976, 1978, 1979, 1980, 1982, 1985, 1986, 1994, 1995 - General Harrington Trophy (1) - Vainqueur : 1923 - Millî Küme (championnat de 1937 à 1950) (6) - Champion : 1937, 1940, 1943, 1945, 1946, 1950 - Türkiye Futbol Şampiyonası (championnat de 1924 à 1951) (3) - Champion : 1933, 1935, 1944                                       | |

### Parcours européen
Le Fenerbahçe a un parcours mitigé en coupe d'Europe. En 2004-2005, le club termine 3e de sa poule de Ligue des champions avec 9 points Manchester United (2-6, 3-0, 2e avec 11 points) et l'Olympique lyonnais (3-1, 4-2, 1er avec 13 pts), mais devant le Sparta Prague (1-0, 0-1).
En 2005-2006, le Fenerbahçe termine dernier de sa poule avec quatre défaites face au Milan AC (1-3 et 0-4), au PSV Eindhoven (0-2) ainsi que Schalke 04 (0-2). Fenerbahçe glane pourtant 4 points grâce à une victoire 3-0 face au PSV Eindhoven et un nul 3-3 face à Schalke 04.
En 2006-2007, le club manque la qualification en Ligue des champions de l'UEFA en perdant face au Dinamo Kiev (1-3, 2-2). Alors reversé en Coupe UEFA, le Fenerbahçe se qualifie aisément face au club danois du Randers FC (2-1, 3-0). Dans un groupe relevé pour la compétition, le Fenerbahçe finit 3e de son groupe avec 4 points devant Palerme (3-0) et l'Eintracht Francfort (2-2), mais derrière Newcastle (0-1) et le Celta Vigo (0-1). Qualifié en seizièmes de finale, le Fenerbahçe rencontre l'AZ Alkmaar et ne peut qu'obtenir le nul, 3-3, à domicile. Le match retour se joue à peu de choses, et le score final, 2-2, élimine le Fenerbahçe à cause de la règle des buts marqués à l'extérieur.
En 2007-2008, mieux armé pour la compétition avec des joueurs comme Alex ou Roberto Carlos fraîchement arrivé, le Fenerbahçe se qualifie au tour préliminaire grâce à deux victoires contre le RSC Anderlecht (1-0, 2-0). En poule avec l'Inter de Milan, le CSKA Moscou et le PSV Eindhoven, le Fenerbahçe fait forte impression en battant dès le premier match l'Inter à domicile, 1-0. Forts de leur succès, les Turcs reviendront de Moscou avec un nul 2-2 face au CSKA. Le Fenerbahçe fait un pas vers la qualification en obtenant un point contre le PSV Eindhoven à Eindhoven, 0-0. Enfin, le Fenerbahçe remporte 2-0 son match à domicile face au PSV. Malgré une défaite 3-0 à Milan face à Inter, le club s'octroie la deuxième place qualificative grâce à une victoire 3-1 à domicile face au CSKA Moscou.
Le Fenerbahçe évite les grosses équipes pour son huitième de finale et se voit affronter le FC Séville, tenant du titre de la coupe UEFA. Les deux matches se terminent sur un score équivalent (3-2, 2-3) mais le Fenerbahçe se qualifie aux tirs au but, 3 à 2, grâce aux exploits de Volkan Demirel pourtant coupable sur les deux premiers buts de Séville dans le jeu. Atteignant pour la première fois les quarts de finale de la Ligue des champions, le Fenerbahçe tombe contre Chelsea, tirage a priori difficile pour Fenerbahçe. Malgré cela, et un but contre son camp de Deivid en début de partie, le Fenerbahçe l'emporte 2 buts à 1 avec un superbe but de Deivid, mais perd le match retour 2-0 avec des buts de Ballack et de Lampard. Fenerbahçe est ainsi éliminé de la Ligue des champions.
Pour la saison 2008-2009 Fenerbahçe commence au deuxième tour de qualification de la C1 et joue face au MTK Budapest. Il l'emporte 2-0 à l'aller et 5-0 au retour.
Au 3e tour Fenerbahçe joue face au FK Partizan Belgrade mais les deux équipes se neutralisent sur le score de 2-2 au match aller, en Serbie. Mais au match retour, à Istanbul, le Fenerbahçe va l'emporter sur le score de 2-1. Semih et Alex marqueront chacun un but de la tête, et le but sur coup franc du FK Partizan Belgrade ne sera pas suffisant.
Fenerbahçe est donc qualifié et se retrouve dans le groupe d'Arsenal FC, du FC Porto et du Dynamo Kiev, pour une revanche des qualifications de 2006-2007 où le Dynamo Kiev avait barré le passage au Fenerbahçe.
Mais le Fenerbahçe n'a pas pu réitérer sa performance de l'année précédente, où le club avait atteint les quarts de finale.
Le club turc va en effet quitter la compétition dernier de son groupe, sans gagner un seul match.
Premier choc dès le premier match à Porto, où Fenerbahçe va perdre 3-1. Fenerbahçe accueille le Dynamo Kiev à Istanbul deux semaines après, mais le match se termine sur un score vierge, 0-0. Le Fenerbahçe va totalement sombrer face à Arsenal, à Istanbul, sur le score de 5-2.
Le club turc va se rattraper légèrement au match retour contre Arsenal, à Londres, en accrochant le match nul : 0-0 puis Fenerbahçe s'incline 2-1 à domicile contre le FC Porto.
À ce stade, le Fenerbahçe pouvait encore espérer la qualification en UEFA, s'il remportait le dernier match à Kiev.
Malheureusement, le club turc va perdre 1-0 contre le Dynamo Kiev. Fenerbahçe est éliminé et limoge son entraineur espagnol Luis Aragones, puis termine 4e au classement de la SuperLig, une année qui s'est vraiment mal finie pour le club.
L'année 2009-2010 sera mieux pour Fenerbahçe qui se qualifie pour la première édition de la Ligue Europa (ex Coupe UEFA), en éliminant le Budapest Honved au troisième tour de qualification (5-1 et 1-1). Il sera dans le groupe du FC Twente, Steaua Bucarest et Sheriff Tiraspol. Après avoir perdu face à Twente (2-1), il bat Bucarest (1-0) et Tiraspol (1-0) et gagnera tous ses matchs retours pour terminer premier du groupe avec 15 points (seuls Brême et Salzbourg feront mieux). Il affronte Lille OSC et perdra le match aller 2-1, le match nul au retour 1-1 élimine Fenerbahçe dès les 16es de finale, malgré sa position de favori cette saison-là. Il terminera deuxième du championnat.
Il commence la saison 2010-2011 au troisième tour de la Ligue des champions mais sera éliminé par les Young Boys Berne (2-2 puis 1-0 pour les Suisses). Au tour de barrage de la Ligue Europa, il est éliminé par le PAOK Salonique (1-0 et 1-1) ce qui termine la saison des Turcs en Europe mais ils gagnent le championnat turc.
Normalement qualifié pour les phases de groupes de la Ligue des champions 2011-2012, Fenerbahce sera banni par l'UEFA pour une affaire de corruption mais il est qualifié pour le 3e tour des qualifications de la Ligue des Champions en 2012-2013.
L'année 2012-2013 sera la meilleure en coupe d'Europe pour le Fenerbahçe. Éliminant les Roumains du FC Vaslui au 1er tour de barrage de la Ligue des Champions 2013 (1-1, 4-1), le club stambouliote ratera néanmoins l'opportunité de participer à cette compétition, tenu en échec par les Russes du Spartak Moscou (1-2, 1-1). Le géant d'Istanbul continue la campagne européenne en Ligue Europa, où il hérite d'un groupe C assez relevé, avec l'Olympique de Marseille (France), le Borussia Mönchengladbach (Allemagne) et l'AEL Limassol (Chypre), ce dernier étant considéré comme le maillon faible du groupe. Les phases de poules sont un véritable succès pour les Turcs, qui finissent premiers de leur groupe avec 13 points, obtenus grâce à 4 victoires (1-0 contre l'OM, 4-2 contre le Borussia Mönchengladbach, 1-0 et 2-0 contre l'AEL Limassol) et un match nul (2-2 contre l'OM), le sixième et dernier match se soldant par une défaite trois buts à zéro à domicile contre les Allemands, dans un match où les deux camps avaient assuré la qualification d'avance. Aux trente-deuxièmes de finale, le vainqueur du groupe C tire au sort les Biélorusses du BATE Borisov, reversés en Ligue Europa en ayant terminé troisième de sa poule de Ligue des Champions. Concédant le nul au match aller à l'extérieur (0-0), le Fenerbahçe se voit qualifié pour les seizièmes de finale en battant les Biélorusses à domicile sur un pénalty transformé par Cristian Baroni (1-0). Aux seizièmes de finale, le Fenerbahçe affronte et élimine le club tchèque du Viktoria Plzeň qui venait de faire sensation en écrasant le SSC Naples (2-0, 3-0) grâce à une victoire acquise sur un score de un but à zéro à l'extérieur par un but signé Pierre Webó et un match nul 1-1 à domicile, le buteur turc étant Salih Uçan. En quarts de finale, les Turcs se voient confrontés aux Italiens de la Lazio Rome. Les canaris remportent le match aller à domicile (2-0) grâce aux buts de Webó et Kuyt (ce match signe d'ailleurs la première défaite de la Lazio en coupes d'Europe cette saison) et se qualifient pour la première fois de leur histoire pour une demi-finale dans une compétition européenne majeure en allant chercher le match nul à Rome (but de Caner Erkin pour Fenerbahçe). Le Fenerbahçe hérite des Portugais du Benfica Lisbonne, invaincus en Ligue Europa depuis leur relégation de la Ligue des Champions 2013 et invaincus depuis 38 matches toutes compétitions confondues. Les hommes d'Aykut Kocaman réussissent un nouvel exploit en mettant un terme à cette série d'invincibilité du club portugais au stade Şükrü-Saracoğlu grâce à une victoire un but à zéro, avec un but signé Egemen Korkmaz. Les Turcs auraient pu accentuer leur avance s'ils n'avaient pas trouvé par trois fois le poteau (sur une tête de Sow, un tir de Kuyt et un pénalty raté de Cristian). Malgré ce succès à domicile, le Fenerbahçe est éliminé de la Ligue Europa, après une défaite trois buts à un, au match retour (but de Dirk Kuyt sur pénalty pour Fenerbahçe). À noter que pendant la rencontre, le latéral droit Gökhan Gönül a été évacué sur civière à cause d'une grave faute de Nicolás Gaitán.
Normalement qualifié pour les phases de qualification de la Ligue des Champions 2013-2014 après avoir terminé la saison 2012-2013 deuxième en championnat, derrière le Galatasaray qui a obtenu son 19e trophée en Süper Lig, le Fenerbahçe ne pourra pas participer à cette compétition européenne, à la suite de la décision de l'UEFA du 25 juin 2013 qui exclut le club turc de toute compétition européenne pour trois saisons, la troisième étant sujette à une période de probation de cinq ans, à cause du scandale de matchs truqués qui secoue le football turc depuis le 3 juillet 2011. Un autre grand club stambouliote, le Beşiktaş est également sanctionné : le club présidé par Fikret Orman ne pourra pas participer à la Ligue Europa 2013-2014. En 2019, Fenerbahçe participera à la Audi Cup et affrontera le Bayern Munich en demi-finale.
Pour la saison 2023-2024, Fenerbahçe participe à la Ligue Europa Conférence 2023-2024 depuis le deuxième tour de qualification de la voie principale. Après avoir éliminé le FC Zimbru Chișinău (5-0 à dom. et 0-4 à ext.), le NK Maribor (3-1 à dom. et 0-3 à ext.) puis le Football Club Twente (5-1 à dom. et 0-1 à ext), Fenerbahçe se retrouve avec PFK Ludogorets Razgrad, Football Club Nordsjælland et FC Spartak Trnava en phase de groupe. Avec 4 victoires et 2 défaites, Fenerbahçe sort leader et se qualifie directement pour les huitièmes de finale, où il affronte le club belge du Royale Union saint-gilloise. Après une victoire 3-0 en Belgique, et une défaite 1-0 à domicile, Fenerbahçe se qualifie pour les quarts de finale mais sera éliminé par l'Olympiakos (vainqueur de cette édition de la Ligue Europa Conférence).
Durant la saison 2024-2025, Fenerbahçe échoue face à LOSC Lille en 3ème tour de qualification pour la Ligue des champions de l'UEFA 2024-2025, en concédant une défaite en déplacement (2-1) et un match nul après prolongation à domicile (1-1) et sera reversé en phase de ligue pour la Ligue Europa 2024-2025. Après une campagne plutôt mitigé (2V - 4N - 2D), Fenerbahçe fini 24ème et gagne une chance de se qualifier pour les huitièmes de final en tant que non tête de série. Se qualifiant face au RSC Anderlecht, grâce à une victoire à domicile (3-0) et un match nul à Bruxelles (2-2), le Fener tombe sur le club écossais de Rangers Football Club. Malgré une contre-performance à domicile (1-3), le Fener se rattrape à Glasgow (0-2) mais échoue aux tirs au but (2-3 tab). L'aventure du Fenerbahçe se termine donc en huitième de finale.

### Classement UEFA
Le 17 août 2025, le Fenerbahçe est classé à la 38e place.

### Matchs mémorables
Au niveau international, la plus belle victoire du Fenerbahçe restera sans aucun doute celle au théâtre des rêves (Old Trafford) contre Manchester United en 1996, mettant fin à 40 ans d'invincibilité du club anglais à domicile en coupe d'Europe. Plus récemment, l'arrivée en demi-finale est la plus grande performance de Fenerbahçe au niveau européen.
Au niveau national, la victoire de 6 buts à 0 face à Galatasaray, le 6 novembre 2002, est historique. Les buts ont été marqués par Tuncay Şanlı (8e), Ariel Ortega (38e), Serhat Akın (68e et 75e), Ceyhun Eriş (78e) et Ümit Özat (86e).

## Personnalités du club

### Joueurs records
| Rang | Nom                    | Matches |
| ---- | ---------------------- | ------- |
| 1er  | Müjdat Yetkiner        | 763     |
| 2e   | Lefter Küçükandonyadis | 615     |
| 3e   | Volkan Demirel         | 541     |
| 4e   | / Alex                 | 378     |
| 5e   | Can Bartu              | 350     |
| 6e   | Gökhan Gönül           | 342     |
| 7e   | Rüstü Recber           | 339     |
| 8e   | Selcuk Sahin           | 338     |
| 9e   | Zeki Riza Sporel       | 322     |
| 10e  | Cihat Arman            | 308     |

| Rang | Nom                    | Buts |
| ---- | ---------------------- | ---- |
| 1er  | Zeki Rıza Sporel       | 470  |
| 2e   | Lefter Küçükandonyadis | 423  |
| 3e   | Can Bartu              | 191  |
| 4e   | / Alex                 | 185  |
| 5e   | Aykut Kocaman          | 140  |
| 6e   | Semih Sentürk          | 88   |
| 7e   | Tuncay Sanli           | 87   |
| 8e   | / Elvir Bolić          | 76   |
| 9e   | Oguz Cetin             | 57   |
| 10e  | / Mert Nobre           | 55   |

### Historique des présidents
Le tableau suivant présente la liste des présidents du club depuis 1907.
| #  | Nom                  | Période   |
| -- | -------------------- | --------- |
| 1  | Ziya Songülen        | 1907–1908 |
| 2  | Ayetullah Bey        | 1908–1909 |
| 3  | Tevfik Taşçı         | 1909–1910 |
| 4  | Hakkı Saffet Tarı    | 1910–1911 |
| 5  | Osman Fouad          | 1911–1912 |
| 6  | Hamit Hüsnü Kayacan  | 1912–1914 |
| 7  | Salih Hulusi Kezrak  | 1914–1915 |
| 8  | Mehmet Sabri Toprak  | 1915–1916 |
| 9  | Nazım Bey            | 1916–1918 |
| 10 | Ahmet Nuri Sekizinci | 1918–1919 |
| 11 | Ömer Faruk           | 1920–1923 |
| 12 | Mehmet Sabri Toprak  | 1923–1924 |
| 13 | Nasuhi Esat Baydar   | 1924–1925 |
| 14 | Ali Naci Karacan     | 1926–1927 |

| #  | Nom                       | Période   |
| -- | ------------------------- | --------- |
| 15 | Muvaffak Menemencioğlu    | 1928–1932 |
| 16 | Sait Selahattin Cihanoğlu | 1932–1933 |
| 17 | Hayri Cemal Atamer        | 1933–1934 |
| 18 | Şükrü Saraçoğlu           | 1934–1950 |
| 19 | Ali Muhittin Hacı Bekir   | 1950–1952 |
| 20 | Osman Kavrakoğlu          | 1952–1953 |
| 21 | Bedii Yazıcı              | 1953–1954 |
| 22 | Osman Kavrakoğlu          | 1954–1955 |
| 23 | Zeki Rıza Sporel          | 1955–1958 |
| 24 | Agah Erozan               | 1958–1960 |
| 25 | Medeni Berk               | 1960      |
| 26 | Hasan Kamil Sporel        | 1960–1961 |
| 27 | Razi Trak                 | 1961–1962 |
| 28 | İsmet Uluğ                | 1962–1966 |

| #  | Nom              | Période     |
| -- | ---------------- | ----------- |
| 29 | Faruk Ilgaz      | 1966–1974   |
| 30 | Emin Cankurtaran | 1974–1976   |
| 31 | Faruk Ilgaz      | 1976–1980   |
| 32 | Razi Trak        | 1980–1981   |
| 33 | Ali Şen          | 1981–1983   |
| 34 | Faruk Ilgaz      | 1983–1984   |
| 35 | Fikret Arıcan    | 1984–1986   |
| 36 | Tahsin Kaya      | 1986–1989   |
| 37 | Metin Aşık       | 1989–1993   |
| 38 | Güven Sazak      | 1993–1994   |
| 39 | Hasan Özaydın    | 1994        |
| 40 | Ali Şen          | 1994–1998   |
| 41 | Aziz Yıldırım    | 1998–2018   |
| 42 | Ali Koç          | Depuis 2018 |

### Historique des entraîneurs
Le tableau suivant présente la liste des entraîneurs du club depuis 1907.
| #  | Nom                  | Période   |
| -- | -------------------- | --------- |
| 1  | Hüseyin Dalaklı      | 1907-1910 |
| 2  | Galip Kulaksızoğlu   | 1910-1915 |
| 3  | Hüsnü Kayacan        | 1915-1921 |
| 4  | Mustafa Elkatipzade  | 1921-1924 |
| 5  | Sami Coşar           | 1924-1926 |
| 6  | Hikmet Mocuk         | 1926-1929 |
| 7  | Necmettin Çakar      | 1929-1932 |
| 8  | József Schweng       | 1932-1934 |
| 9  | James Donnelly       | 1934-1937 |
| 10 | József Schweng       | 1937-1939 |
| 11 | Sándor Nemes         | 1939-1940 |
| 12 | John Prayer          | 1940-1944 |
| 13 | Mitsos Dimitropoulos | 1944-1945 |
| 14 | Fikret Arıcan        | 1945-1947 |
| 15 | Ignáce Molnár        | 1947-1948 |
| 16 | Cihat Arman          | 1948-1949 |
| 17 | Peter Molloy         | 1949-1951 |
| 18 | Jimmy McCormick      | 1951      |
| 19 | László Székely       | 1951-1953 |
| 20 | Žarko Mihajlović     | 1953-1955 |
| 21 | Imre Markos          | 1955-1956 |
| 22 | Fikret Arıcan        | 1956      |
| 23 | László Székely       | 1956-1957 |
| 24 | Ignáce Molnár        | 1957-1960 |
| 25 | László Székely       | 1960-1962 |
| 26 | Necdet Erdem         | 1962      |
| 27 | Mirko Kokotović      | 1962-1964 |
| 28 | Oscar Hold           | 1964-1965 |
| 29 | Selahattin Torkal    | 1965      |
| 30 | Necdet Erdem         | 1965-1966 |
| 31 | Abdullah Gegiç       | 1966-1967 |
| 32 | Ignáce Molnár        | 1967-1969 |
| 33 | Fikret Kırcan        | 1969      |
| 34 | Basri Dirimlili      | 1969      |

| #  | Nom                     | Période   |
| -- | ----------------------- | --------- |
| 35 | Traian Ionescu          | 1969-1970 |
| 36 | Constantin Teaşcă       | 1970-1971 |
| 37 | Sabri Kiraz             | 1971-1972 |
| 38 | Didi                    | 1972-1975 |
| 39 | Necdet Niş              | 1975      |
| 40 | Abdullah Gegiç          | 1975-1976 |
| 41 | Gheorghe Constantin     | 1976      |
| 42 | Ilie Datcu              | 1976      |
| 43 | Nedim Günar             | 1976      |
| 44 | Tomislav Kaloperović    | 1976-1978 |
| 45 | Necdet Niş              | 1978-1979 |
| 46 | Şükrü Ersoy             | 1979      |
| 47 | Ziya Şengül             | 1979-1980 |
| 48 | Friedel Rausch          | 1980-1982 |
| 49 | Enver Katip             | 1982      |
| 50 | Branko Stanković        | 1982-1984 |
| 51 | Todor Veselinović       | 1984-1985 |
| 52 | Kálmán Mészöly          | 1985-1986 |
| 53 | Branko Stanković        | 1986-1987 |
| 54 | Teoman Çakır            | 1987      |
| 55 | Yılmaz Yücetürk         | 1987      |
| 56 | Birol Pekel             | 1987      |
| 57 | Pál Csernai             | 1987-1988 |
| 58 | Todor Veselinović       | 1988-1990 |
| 59 | Ömer Kaner              | 1990      |
| 60 | Guus Hiddink            | 1990-1991 |
| 61 | Erol Togay              | 1991      |
| 62 | Tınaz Tırpan            | 1991      |
| 63 | Jozef Vengloš           | 1991-1993 |
| 64 | Holger Osieck           | 1993-1994 |
| 65 | Tomislav Ivić           | 1994-1995 |
| 66 | Carlos Alberto Parreira | 1995-1996 |
| 67 | Sebastião Lazaroni      | 1996-1997 |
| 68 | Todor Veselinović       | 1997      |

| #  | Nom              | Période     |
| -- | ---------------- | ----------- |
| 69 | Otto Barić       | 1997-1998   |
| 70 | Cemşir Muratoğlu | 1998        |
| 71 | Joachim Löw      | 1998-1999   |
| 72 | Rıdvan Dilmen    | 1999        |
| 73 | Zdeněk Zeman     | 1999-2000   |
| 74 | Turhan Sofuoğlu  | 2000        |
| 75 | Mustafa Denizli  | 2000-2001   |
| 76 | Werner Lorant    | 2002        |
| 77 | Oğuz Çetin       | 2002-2003   |
| 78 | Tamer Güney      | 2003        |
| 79 | Christoph Daum   | 2003-2006   |
| 80 | Zico             | 2006-2008   |
| 81 | Luis Aragonés    | 2008-2009   |
| 82 | Christoph Daum   | 2009-2010   |
| 83 | Aykut Kocaman    | 2010-2013   |
| 84 | Ersun Yanal      | 2013-2014   |
| 85 | İsmail Kartal    | 2014-2015   |
| 86 | Vítor Pereira    | 2015-2016   |
| 87 | Dick Advocaat    | 2016-2017   |
| 88 | Aykut Kocaman    | 2017-2018   |
| 89 | Phillip Cocu     | 2018        |
| 90 | Erwin Koeman     | 2018        |
| 91 | Ersun Yanal      | 2018-2020   |
| 92 | Erol Bulut       | 2020-2021   |
| 93 | Vítor Pereira    | 2021        |
| 94 | İsmail Kartal    | 2022        |
| 95 | Jorge Jesus      | 2022-2023   |
| 96 | İsmail Kartal    | 2023-2024   |
| 97 | José Mourinho    | Depuis 2024 |

### Effectif professionnel actuel
Le premier tableau liste l'effectif professionnel du Fenerbahçe SK pour la saison 2025-2026. Le second recense les prêts effectués par le club lors de cette même saison.
En grisé, les sélections de joueurs internationaux chez les jeunes mais n'ayant jamais été appelés aux échelons supérieurs une fois l'âge-limite dépassé ou les joueurs ayant pris leur retraite internationale.

### Anciens joueurs
Depuis la création du club (1907) le club a connu beaucoup de stars turques principalement mais aussi internationales. Parmi eux, Galip Kulaksızoğlu qui resta 17 ans dans le club turc et en fera alors l'un des plus "fidèles". Kulaksızoğlu évolua au club jusqu'en 1924 en jouant en tout et pour tout 216 matchs. Zeki Rıza Sporel est également une des figures de proue du vieux Fenerbahçe, avec 18 années sous les couleurs du club, jouant 322 matchs et marquant 470 buts, faisant de lui le meilleur buteur de l'histoire du club. Il porta 16 fois le maillot de l'équipe nationale Turque pour 16 buts. Enfin, le gardien Cihat Arman resta 12 saisons au club stanbouliote pour un total de 308 matchs.
Lefter Küçükandonyadis, est le premier Turc à avoir joué en Europe. Avant de retourner au Fenerbahçe, Lefter passa deux saisons de suite à l'ACF Fiorentina puis à l'OGC Nice. Lefter a marqué 423 buts en 615 matchs sous les couleurs de Fenerbahçe.
Can Bartu fut aussi un des précurseurs de la découverte européenne des footballeurs turcs. Can Bartu fut le premier turc à jouer dans un match de finale de Coupe européenne (Fiorentina - Glasgow Rangers, 1er janvier 1961). Il jouera à Venise et à la Lazio avant de revenir à Fenerbahçe. Bartu aura joué au Fenerbahçe 330 matchs de Ligue pour 162 buts. Il aidera l'équipe à remporter 4 fois le championnat de Turquie.
De grands joueurs internationaux sont également passés au Fenerbahçe : Nicolas Anelka, Serhiy Rebrov, Ariel Ortega, Pierre van Hooijdonk, Augustine « Jay-Jay » Okocha, Haim Revivo, Atkinson, Washington, Milan Rapaic, Daniel Güiza, Mateja Kežman, Alexsandro de Souza, Stephen Appiah, Roberto Carlos. En 2010, Mamadou Niang signe un contrat de 4 ans avec le club stambouliote pour un montant de 7 millions d'euros. Il est rejoint par son compatriote Moussa Sow au mercato d'hiver de la saison 2011-2012. Le Néerlandais Dirk Kuyt a également rejoint Fenerbahçe durant l'été 2012.
De fameux entraîneurs ont aussi été à la tête du club  comme Didi, Guus Hiddink, Carlos Alberto Parreira, Zico, Luis Aragonés ou Christoph Daum.
- Serhat Akın
- Ogün Altıparmak
- Fikret Arıcan
- Özcan Arkoç
- Serdar Aziz
- Can Bartu
- Emre Belözoğlu
- Volkan Demirel
- Rıdvan Dilmen
- Şükrü Ersoy
- Aykut Kocaman
- Tayfun Korkut
- Lefter Küçükandonyadis
- Tümer Metin
- Ümit Özat
- Rüştü Reçber
- Tuncay Şanlı
- Engin Verel
- Selçuk Yula
- Ariel Ortega
- Elvir Baljić
- Elvir Bolić
- Edin Dzeko
- Alex
- Roberto Carlos
- Deivid
- Diego
- Éder
- Edu Dracena
- André Santos
- Emil Kostadinov
- Claudio Maldonado
- Milan Rapaić
- Jes Høgh
- Simon Kjaer
- Brian Nielsen
- Henrik Nielsen
- Enner Valencia
- Dalian Atkinson
- Nicolas Anelka
- Mathieu Valbuena
- Robert Enke
- Toni Schumacher
- Mesut Özil
- Stephen Appiah
- Haim Revivo
- Leonardo Bonucci
- Nabil Dirar
- Dirk Kuyt
- Pierre van Hooijdonk
- Robin van Persie
- Emmanuel Emenike
- Uche Okechukwu
- Augustine Okocha
- Eljif Elmas
- Bruno Alves
- Dimas
- Nani
- Raul Meireles
- Ilie Datcu
- Ion Nunweiller
- Mircea Sasu
- Sabin Ilie
- Viorel Moldovan
- Vladimir Beschastnykh
- Mamadou Niang
- Moussa Sow
- Mateja Kežman
- Zoran Mirković
- Miroslav Stević
- Martin Skrtel
- Džoni Novak
- John Moshoeu
- Kim Min-jae
- Daniel Güiza
- Roberto Soldado
- Kennet Andersson
- Murat Yakın
- Reto Ziegler
- Serhiy Rebrov
- Diego Lugano
- Radomir Antić
- Dušan Pešić
- Fadil Vokrri

## Aspects économiques et financiers

### Équipementiers
- 1907-1984 : Aucun
- 1984-1985 :  Adidas
- 1985-1988 :  Güner
- 1988-2000 :  Adidas
- 2000-2004 :  Fenerium
- 2004- 2021:  Adidas
- 2021-2025 :  Puma
- 2025- :  Adidas

### Sponsors principaux
- 1907-1977 : Aucun
- 1977-1978 :  Pereja
- 1978-1980 : Aucun
- 1980-1982 :  Banker Kastelli
- 1982-1983 :  İstanbul Bankası &  Hisar Bank
- 1983-1984 :  İstanbul Bankası
- 1984-1987 :  Türk Bank
- 1987-1988 :  Tamek
- 1988-1989 :  Emlak Bankası &  Aden Otel
- 1989-1996 :  Emlak Bankası
- 1996-1997 :  VakıfBank
- 1997-1998 :  Emlak Bankası
- 1998-1999 :  Rifle &  Proton 5x5
- 1999-2000 :  Proton 5x5
- 2000-2002 :  KKTC Telsim
- 2002-2004 :  Aria
- 2004-2012 :  Avea
- 2012-2014 :  Türk Telekom
- 2014-2015 : Aucun
- 2015-2016 :  Yandex -  Turkish Airlines
- 2016-2017 :  [nesine.com] -  Borajet Airlines
- 2017-2018 :  [Acibadem] -  Borajet Airlines
- 2018-2021 :  Avis
- 2021- :  Otokoç